# Střítež (okres Jihlava)
Střítež (německy Schritenz) je obec v okrese Jihlava v Kraji Vysočina. Leží zhruba 9 km severovýchodně od Jihlavy v průměrné nadmořské výšce 483 metrů. Katastrální území nese název Střítež u Jihlavy. Žije zde 481 obyvatel. První zmínka pochází z roku 1347, obec je však pravděpodobně starší. Majitelé vesnice se často střídali, ves patřila například městu Jihlava, dále Lichtenburkům, Trčkům z Lípy a dalším šlechtickým rodům. Na přelomu 20. a 21. století začala výstavba průmyslové zóny směrem na Jihlavu a přímo v obci vznikají nové rodinné domy.
Nachází se v kotlině Hornosázavské pahorkatiny na soutoku Měšínského a Zlatého potoka. Na území obce se rozkládají čtyři velké rybníky (Pivovarský, Mlýnský, Cihlářský a Obecní). Stříteží prochází silnice třetí třídy č. 3525 a železniční trať číslo 225. Dopravu v obci ovlivňuje severovýchodně ležící komunikace I/38 s nedalekým exitem 112 dálnice D1. V obci sídlí mateřská škola, veřejná knihovna a úřadovna České pošty. Na návrší nad Obecním rybníkem stojí kostel svatého Floriána. Dále se tu nachází židovský hřbitov a kaple Panny Marie.

## Název
Původ názvu obce není příliš jasný. Nejspíš souvisí s českým výrazem střežiti, což naznačuje, že Střítež původně vznikla jako strážní osada. Jméno se však podle jiných zdrojů mohlo také vyvinout z českého slovního základu čert, z něhož byl odvozen název Čertež a zkomolením vznikl konečný název Střítež. Vývoj názvu přechází od označení Schritiz, které se objevuje v první zmínce o obci roku 1347, přes Strzitez (1353), Strzetez (1380), Schrites (1493), Strzitez (1536, 1544), Strzitezh (Komenského mapa Moravy, 1624), Stryttnsdorf (1626), Schrittens, Sssritenicze (1787), Schrittens, Stříteř (1843, 1854) a Stříteř, Schrittenz (1893). V letech 1869–1921 název obce kolísal mezi Střítež a Stříteř, avšak převažovala varianta Stříteř.

## Historie

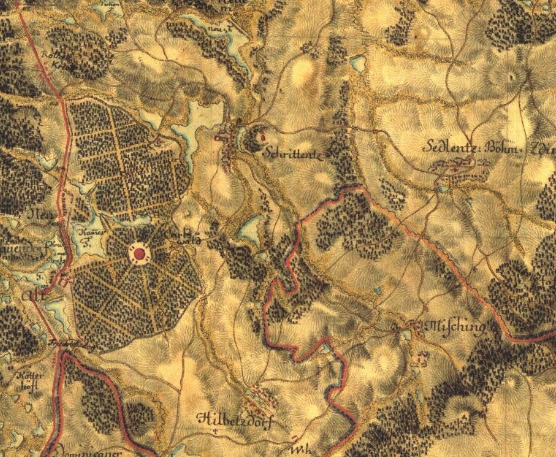
Mapa Stříteže z Prvního vojenského mapování

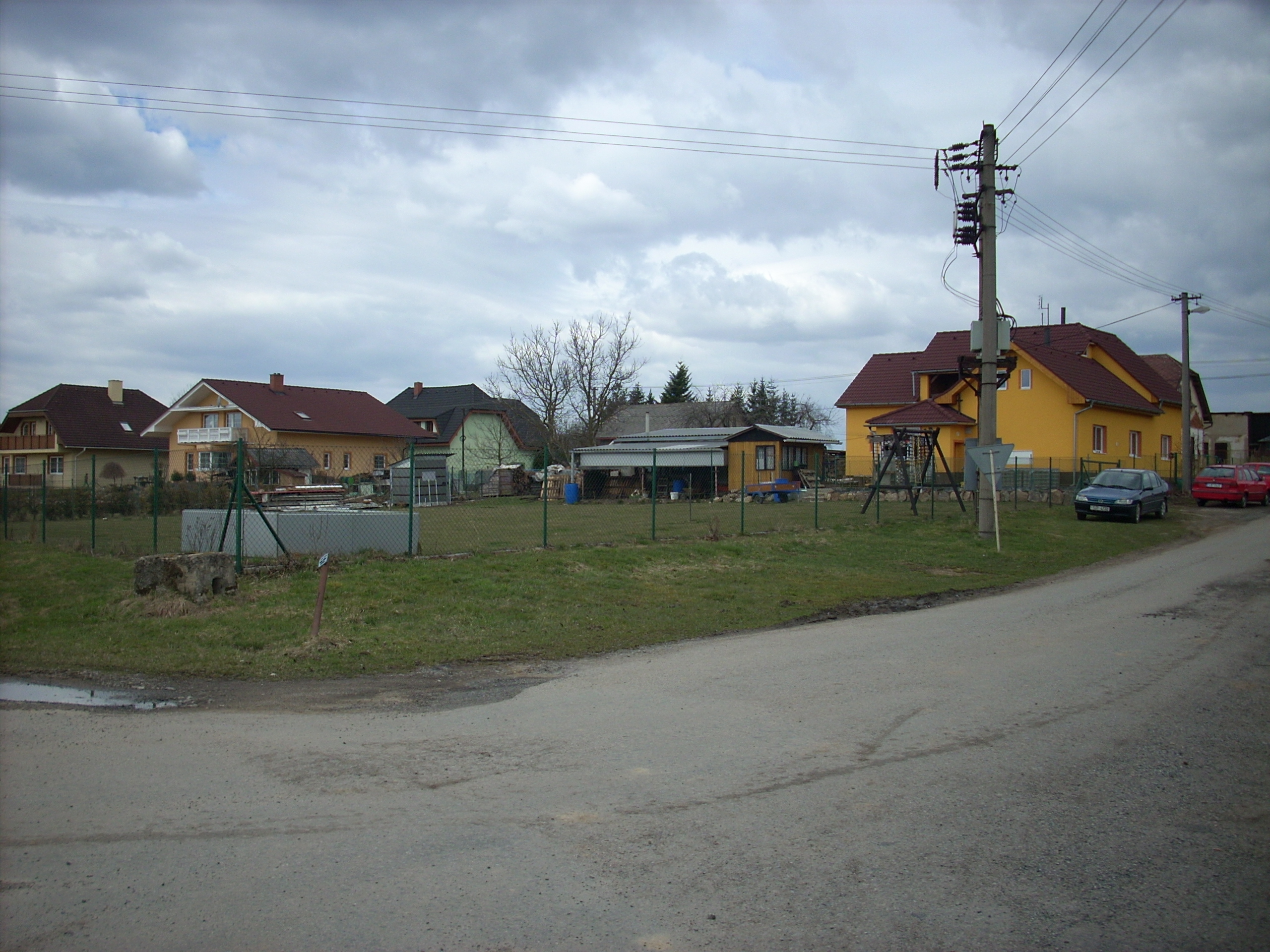
Nová výstavba za nádražím

Střítež vznikla pravděpodobně v polovině 13. století na soutoku Zlatého a Měšínského potoka na významné středověké komunikaci z Jihlavy přes Havlíčkův Brod do Prahy. Osídlení zdejšího území však může být starší, neboť zde bylo nalezeno kamenné kladívko z mladší doby kamenné, což by dokládalo dávné osídlení tohoto místa či přechod skupiny osob (pravděpodobně lovců). První písemná zmínka o obci pod názvem Schritis pochází z 22. července 1347. Téhož roku při dělení rodového majetku pánů z Lípy získal Jindřich jako jeden ze čtyř bratrů Humpolec, Rataje a právě Střítež. Rovněž v roce 1347 je poprvé písemně popsáno zdejší hradiště pojmenované Munitio Schritys, které se objevuje v pověsti o dvou bratrech z hradu Šacberk. Taktéž ze 14. století pochází pověst o hraběti, jenž zde nechal postavit zámek a nazval jej Střítež podle slova střežiti. Z tohoto hradiště ve středověku vznikla vodní tvrz na břehu Pivovarského rybníka. Po smrti Jindřicha z Lípy se v roce 1353 majetku ujala jeho žena Škonka.
Od roku 1365 Střítež vlastnili Lichtenburkové, kteří statek pronajímali lennímu pánovi Janu Štěrbovi ze Stříteže. V roce 1410 přešel majetek na Jana z Leskovce, jenž místním v roce 1412 udělili právo odúmrti. Jan z Leskovce bojující na straně katolíků padl v bitvě u Želiva v roce 1424. Dědictví se ujal jeho bratr Arnošt z Leskovce, jenž se během husitských válek přidal ke straně podobojí. Dne 10. prosince 1425 Střítež i zdejší tvrz poškodila protihusitská výprava jihlavské posádky pod velením hejtmana Hrocha z Mezilesic. V roce 1436 majetek přešel na Trčky z Lípy. Roku 1493 Mikuláš Trčka z Lípy obnovil hrad poničený husity. O sedm let později Střítež s tvrzí přešla na Mikulášova bratra Buriana Trčku z Lípy a Lipnice, ten v roce 1522 zemřel a dědictví se ujal jeho syn Jan. Dne 28. dubna 1536 Jan Trčka z Lípy majetek prodal Jihlavě, která tak jako moravské město mohla hlasovat v českém sněmu. Ve stejném roce tu začal fungovat pivovar. Dne 15. srpna 1612 v obci kvůli neopatrnosti místního kováře propukl požár, který zničil 27 domů, mlýn a valchu. Jihlava poškozeným přispěla částkou 300 tolarů.
Dne 21. června 1625 Střítež koupil Jan Heidler z Bukové. Po smrti jeho syna Arnošta Ferdinanda Heidlera roku 1683 majetek přešel na rod Pachtů z Rájova. Ti zde o dva roky později nechali postavit lovecký zámeček Karlswald. Roku 1725 majetek získal Ludvík Filip ze Sitzendorfu výměnou za Hlohov a přídavek 300 000 zlatých, o deset let později panství přešlo na litoměřického biskupa Mořice Adolfa, vévodu ze Sachsen-Zeits. V roce 1748 majetek zakoupili hrabata z Palmů. Od 40. let 18. století význam obce upadal. Střítež minula nově stavěná císařská silnice, ve stejné době pravděpodobně zanikla i zdejší tvrz a roku 1760 byla správa panství přesunuta do Štoků. V roce 1808 vyhořel zdejší filiální kostel, který byl obnoven až v roce 1848. Roku 1840 od zadlužených Palmů panství koupil kníže Karel Hohenzollern Sigmaringen. Téhož roku tu začala fungovat německá škola.
Od roku 1869 vesnice spadala pod okres Polná, roku 1880 přešla pod okres Německý Brod (později Havlíčkův). V roce 1878 měla Střítež čtyři místní části, Červený Kříž, Antonínův Důl, Pávov a již neexistující Karlův Les. Roku 1886 byl založen hřbitov, o šest let později zřízena fara. V roce 1871 byla vystavěna železniční trať z Jihlavy na Havlíčkův Brod se stanicí ve Stříteži. Roku 1919 v této převážně německé obci Národní jednota pošumavská zřídila českou knihovnu, o deset let později tu byl zaveden elektrický proud. V roce 1937 čeští obyvatelé založili český sbor dobrovolných hasičů.
Po roce 1945 došlo k odsunu obyvatelstva německé národnosti, prázdná stavení po vysídlených rodinách přidělovala osidlovací komise zájemcům z řad českých občanů. V roce 1959 byla založena Tělovýchovná jednota Střítež. V roce 1961 Střítež přešla pod okres Jihlava. Kulturní dům byl slavnostně otevřen 27. dubna 1970. Provoz základní školy byl ukončen ve školním roce 1978/1979. V roce 1998 byla obec plynofikována. Téhož roku se u místní železniční stanice čelně srazily dva vlaky, nehoda si vyžádala osm těžce zraněných. Na začátku 21. století se začal rozvíjet zdejší průmysl, za obcí u silnice III/3525 vznikl komplex průmyslové zóny. V letech 2001–2009 zde lidé postavili dvacet nových rodinných domů, pro něž byla v roce 2005 vystavěna v lokalitě u hřiště čistírna odpadních vod. Obec má vlastní vodárnu a jednou za týden zde ordinuje praktický lékař pro dospělé. Od roku 2011 tu stojí 58. zastávka turistické trasy Stříbrné pomezí.

## Přírodní poměry
Obec Střítež leží v okresu Jihlava v Kraji Vysočina devět kilometrů severovýchodně od krajského města Jihlava, tři kilometry východně od Ždírce a tři kilometry severovýchodně od Dobronína. Je situována na české straně bývalé zemské hranice. Rozloha katastru obce činí 7,46 km2, z toho zaujímá orná půda 4,53 km2, zahrady 0,14 km2, trvalé travní porosty 0,73 km2, lesní půda 1,15 km2, vodní plochy 0,26 km2, zastavěné plochy 0,17 km2 a ostatní plochy 0,5 km2. Obec má jedno katastrální území s názvem Střítež u Jihlavy.

### Geologická stavba, reliéf a půdy
Z geologického hlediska je území součástí Českého masivu. Z hornin převažuje pararula a migmatit. Geomorfologicky je oblast součástí Česko-moravské subprovincie, konkrétně Hornosázavské pahorkatiny a jejího podcelku Jihlavsko-sázavské brázdy, v jehož rámci spadá pod geomorfologický okrsek Dobronínská pánev. Průměrná nadmořská výška činí 483 metrů. Nejvyšší bod, Zahradníkův kopec (508 m n. m.), leží u silnice na Dobronín. Nejnižší bod se nachází nedaleko Mlýnského rybníka v nadmořské výšce 492,7 m.
Na převážné části území se vyskytuje pseudoglejová půda, Zahradníkův kopec tvoří kambizemě, které pokrývají rovněž území jihovýchodně od Pivovarského rybníka a západní okraj katastru.

### Vodstvo a podnebí

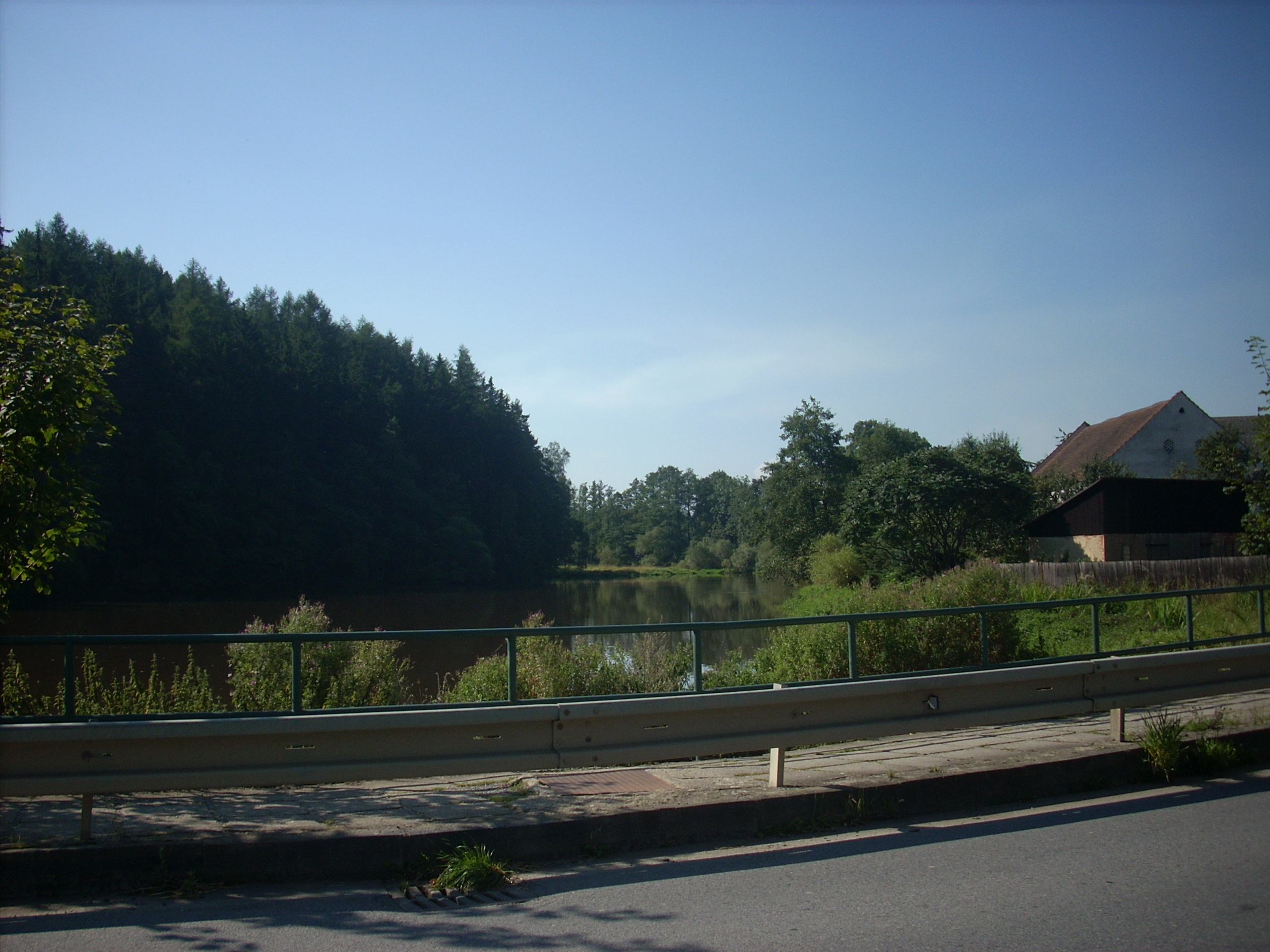
Obecní rybník

Střítež ležící v kotlině na soutoku Měšínského a Zlatého potoka patří k úmoří Severního moře. Celkově se na katastru obce vyskytují čtyři velké rybníky. Obecní rybník o výměře 2,4 hektaru se nachází na návsi a protéká jím Měšínský potok. Pivovarský rybník (dle jiných zdrojů Zámecký) s výměrou 10 hektarů leží na Zlatém potoce, do nějž se posléze zprava vlévá Měšínský potok. Zesílený tok následně protéká dalším rybníkem v katastru, Mlýnským. Poslední z rybníků, Písařský (někdy též Cihlářský, 4,8 ha), se rozkládá směrem k hotelu Tři věžičky u silnice I/38. Rybníky vzhledem ke své rozloze a poloze u hlavních cest dříve sloužily k obraně obce.
V rámci Quittovy klimatické klasifikace se řadí do mírně teplé oblasti MT3, podle Atlasu podnebí ČSR z roku 1958 do okrsku B5 a dle Köppenovy klasifikace podnebí k vlhkému kontinentálnímu podnebí. Dle údajů z nejbližší meteorologické stanice v Přibyslavi činí průměrná roční teplota 6,8 °C a průměrné srážkový úhrn dosahuje hodnoty 692 mm/rok. Průměrný roční sluneční svit je 1613 hodin.

### Flora a fauna
V rámci biogeografického členění se řadí k provincii středoevropských listnatých lesů, Hercynské podprovincii, Havlíčkobrodskému bioregionu. Území se nalézá ve fytogeografickém obvodu Českomoravského mezofytika, v okrese 67 Českomoravská vrchovina. Lesy v katastrálním území obce Střítež náleží do přírodní lesní oblasti 16 – Českomoravská vrchovina. Obec obklopují jehličnaté, místy také smíšené lesy. Dříve převažovaly buky a jedle, avšak vlivem lesního hospodářství převládá smrk ztepilý. Na severním okraji katastru se rozkládá les Obora, mezi silnicemi na Dobronín a Ždírec je les pojmenovaný Holotympl a mezi komunikací na Ždírec a Měšínským potokem leží Panský les. Za Cihlářským potokem se jihozápadním směrem stojí les Bažantnice. Potenciálně přirozenou vegetací je bučina s kyčelnicí devítilistou. Severozápadně od logistického centra stojí Krajcův les se smíšeným porostem. Krajinu tvoří pole a louky s trvalým travním porostem. Podél vodních toků rostou olšiny (Alnus) s bledulemi jarními (Leucojum vernum). V lesích se vyskytují borůvky (Vaccinium myrtillus), violky lesní (Viola reichenbachiana) či kapraď samec (Dryopteris filix-mas).
V okolních lesích se vyskytují srnci obecní (Capreolus capreolus) či divočáci (Sus scrofa), z šelem pak kuny lesní (Martes martes) a lišky obecné (Vulpes vulpes). V lesích hnízdí datli černí (Dryocopus martius), žluny šedé (Picus canus), sýkory (Parus), pěnice (Sylvia) či drozdi zpěvní (Turdus philomelos), z dravých ptáků se objevují káně lesní (Buteo buteo). Na komíně varny bývalého pivovaru hnízdí čáp bílý (Ciconia ciconia). Na vlhkých loukách jsou zastoupeny běžné druhy plazů a obojživelníků, např. zmije obecné (Vipera berus), ještěrky živorodé (Zootoca vivipara), skokani (Rana), ropuchy obecné (Bufo bufo) či čolci (Triturus). U vodních toků žijí typické druhy ryb a rovněž skokani hnědí (Rana temporaria) a mloci skvrnití (Salamandra salamandra). Na rybnících sídlí kachny divoké (Anas platyrhynchos) či lysky černé (Fulica atra). Na katastrálním území Stříteže se nenachází žádné zvláště chráněné území ani památný strom.

## Obyvatelstvo

### Struktura
Dle sčítání lidu v roce 2011 žilo ve Stříteži trvale 390 osob, z toho 178 žen. Celkem 253 občanů se hlásilo k české národnosti, tři ke slovenské, tři k moravské a jeden k ukrajinské. V roce 1787 tu stálo 47 domů, roku 1924 již 123. Koncem 19. století Češi tvořili pětinu obyvatel. Roku 1900 tu žilo 496 Němců a 95 Čechů, o deset let později 393 Němců a 144 Čechů. Podle zápisu v obecní kronice tu v roce 1930 stálo 156 domů, v nichž žilo 628 Čechů, 425 Němců, 6 Židů, 10 Romů a také jeden Maďar.
| Počet    | 1869 | 1880 | 1890 | 1900 | 1910 | 1921 | 1930 | 1950 | 1961 | 1970 | 1980 | 1991 | 2001 | 2011 |
| -------- | ---- | ---- | ---- | ---- | ---- | ---- | ---- | ---- | ---- | ---- | ---- | ---- | ---- | ---- |
| obyvatel | 950  | 801  | 861  | 917  | 906  | 1010 | 1070 | 844  | 841  | 489  | 338  | 319  | 332  | 390  |
| domů     | 94   | 99   | 102  | 112  | 131  | 127  | 153  | 191  | 169  | 139  | 106  | 124  | 131  | 152  |

### Náboženský život
Obec je sídlem římskokatolické farnosti Střítež, která náleží do děkanství polenského a královéhradecké diecéze. Farnost nemá kněze, duchovní správu vykonává děkan polenské farnosti Zdeněk Krček. Farním kostelem je kostel svatého Floriána. Podle cenzu z roku 2011 se k víře hlásí 72 z 390 osob, z toho se 48 lidí hlásilo k římskokatolické církvi a dva k Církvi československé husitské. Sedmnáct věřících své vyznání neuvedlo, 121 osob bylo bez náboženské víry. Dříve tu žila židovská komunita, která byla nejpočetnější pravděpodobně v 17. století. Postupně však židů ubývalo, neboť dávali přednost podnikání ve městech.

## Obecní správa a politika

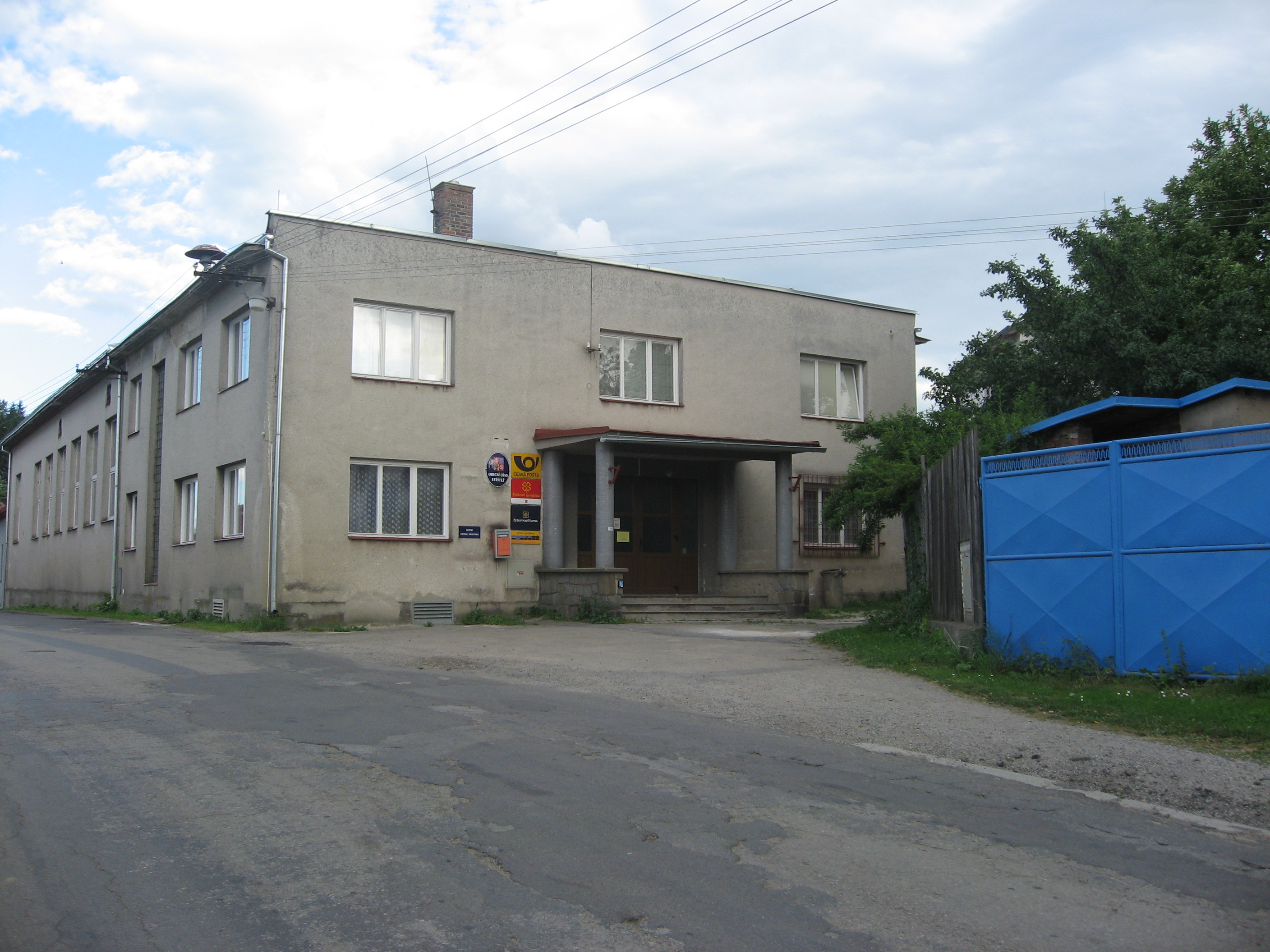
Víceúčelová budova s obecním úřadem

### Zastupitelstvo a starosta
Obec má sedmičlenné zastupitelstvo, v jehož čele stojí starostka Jana Novotná.
| Období    | Voliči | Účast v % | Mandáty | Výsledky                                                | Starosta      |
| --------- | ------ | --------- | ------- | ------------------------------------------------------- | ------------- |
| 2002–2006 | 286    | 74,48     | 7       | 4 SNK II. 3 SNK I.                                      | Pavel Koudela |
| 2006–2010 | 296    | 66,22     | 7       | 4 SNK I 3 SNK II                                        | Pavel Koudela |
| 2010–2014 | 317    | 64,67     | 7       | 3 PRO OBEC 2 NEZÁVISLÍ PRO STŘÍTEŽ I. 2 Pro rozvoj obce | Pavel Koudela |
| 2014–2018 | 331    | 60,42     | 7       | 7 PRO OBEC                                              | Jana Novotná  |

### Znak a vlajka
Obecní znak a prapor byl Stříteži udělen usnesením Poslanecké sněmovny ze dne 30. listopadu 2007. Znak a vlajku navrhl heraldik Jan Tejkal. Zastupitelstvo vybíralo ze šesti návrhů. Námět znaku vychází z pečeti z 1. poloviny 18. století, lví hlava odkazuje na vazby k Jihlavě a na erb rodu Pachtů z Rájova. Ve znaku se nachází v červeno–stříbrně štítě šikmý orobinec s listy přirozené barvy provázený v prvním poli stříbrnou korunovanou lví hlavou s krkem a zlatým jazykem, ve čtvrtém poli stříbrným vozovým kolem se čtyřmi rameny. Vlajku tvoří červeno–bíle čtvrcený list, na němž jsou totožné obrazce jako na znaku a liší se jen jejich barva; na vlajce bílá a žlutá nahrazují stříbrnou a zlatou barvu. Vlajka má rozměr šířky ku délce v poměru 2:3.

## Hospodářství a doprava

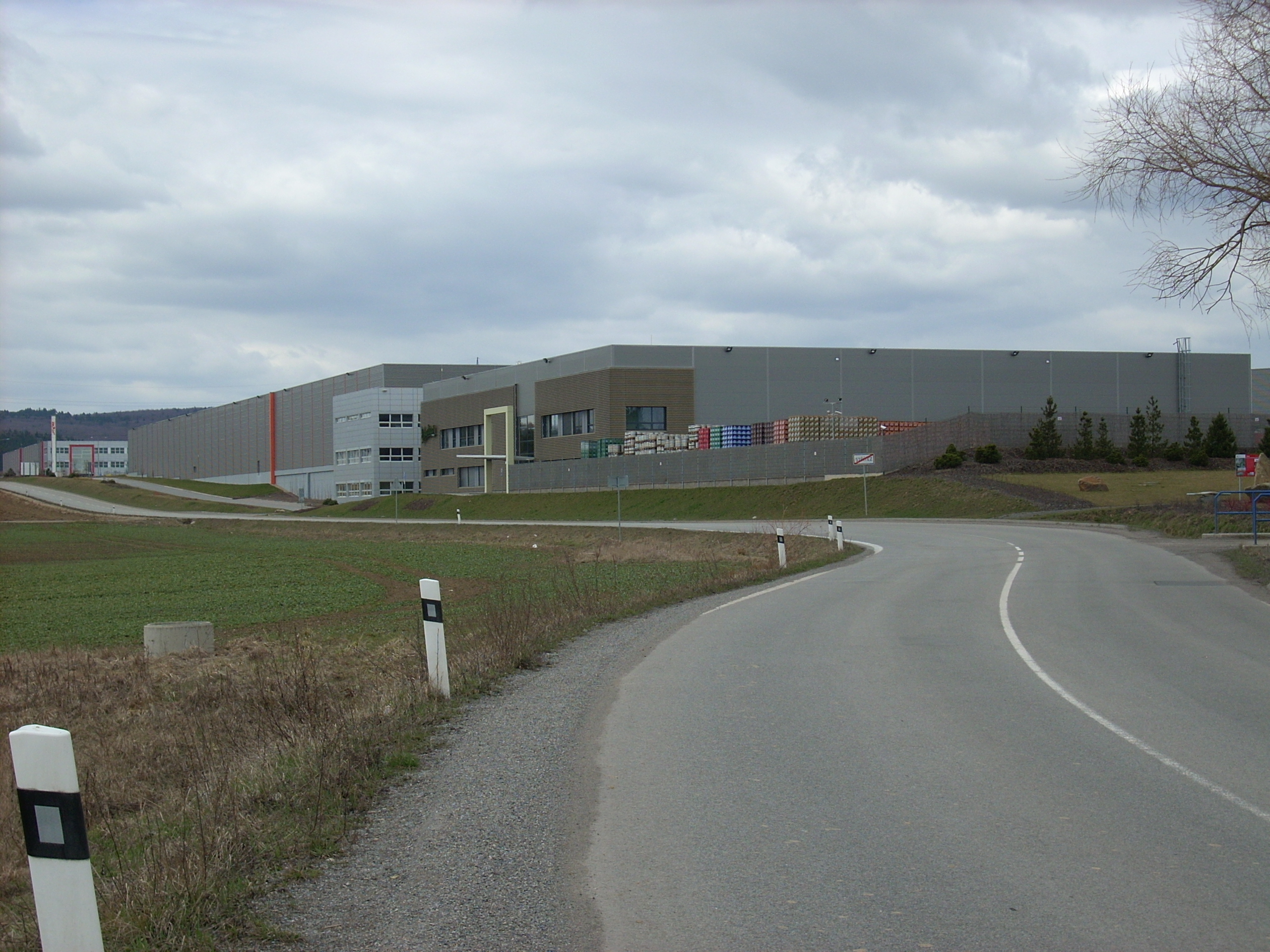
Logistické centrum společnosti Jipocar

### Hospodářství
Ve Stříteži působí několik obchodních společností, drobných podnikatelů a Celní úřad pro Kraj Vysočina. K roku 2011 zde mělo sídlo 73 podnikatelských subjektů. V obci se nachází pohostinství Pivovarská restaurace, obchod se smíšeným zbožím U Miloše a úřadovna České pošty. Působí zde tříhvězdičkový hotel s restaurací Tři věžičky, čerpací stanice pohonných hmot Agip, reklamní tiskárna Sedmík, společnost DOUCHA specializující se na výrobu elektrorozvaděčů a zpracování plechů, firma nabízející ručně broušené sklo Jaroslav Horr – Sklotex, výrobce a dodavatel betonových produktů venkovní architektury DITON a logistické centrum společnosti Jipocar o velikosti 81 200 m² výrobních, skladových a administrativních prostor. Budova haly C této firmy se stala Prestižní stavbou Vysočiny pro rok 2005. V těchto firmách pracují převážně obyvatelé Jihlavy a okolních obcí. Dříve tu fungovaly mlýn, pila a pivovar. Roku 1949 tu bylo založeno jednotné zemědělské družstvo, které se v roce 1974 sloučilo s JZD Dobronín a vzniklo tak JZD Budovatel. Po roce 1989 byla půda navrácena původním vlastníkům.

### Doprava
Na území obce zasahuje krátký úsek dálnice D1 a silnice I/38 mezi Štoky a Jihlavou.
Přímo obcí prochází silnice třetí třídy III/3525 ze silnice I/38 přes Střítež na Ždírec, po níž dle Celostátního sčítání dopravy provedeného v roce 2010 jezdilo celkem 1 463 motorových vozidel za den ve skladbě 1 316 osobních automobilů, 136 těžkých automobilů a 11 jednostopých vozidel. Tato silnice vychází ze silnice I/38, po které v tomto úseku denně projede celkem 12 740 motorových vozidel ve skladbě 9 893 osobních automobilů, 2 789 těžkých automobilů a 58 jednostopých vozidel. Na této křižovatce silnic I/38 a III/3525, nazývané u Tří věžiček, se stalo několik vážných nehod a během dopravní špičky se zde tvoří kolony. Na přelomu let 2013/2014 má dojít ke stavebním úpravám, provoz budou řídit semafory. Ve vzdálenosti 720 metrů od křižovatky u Tří věžiček se nachází exit 112 dálnice D1. Přímo v obci se kříží komunikace III/3525 se silnicí III/34819, která vede do Dobronína.
Vesnicí prochází železniční trať číslo 225 spojující Havlíčkův Brod s Jihlavou. Železniční zastávka stojí u silnice třetí třídy 3525 na 21. kilometru této tratě. Dopravní obslužnost obce je zajišťována silniční autobusovou dopravou dvou dopravců, ICOM Transport Jihlava a ZDAR; a železniční dopravou. Autobusy jezdí ve směrech na Jihlavu, Polnou a Žďár nad Sázavou.

## Školství, kultura a sport

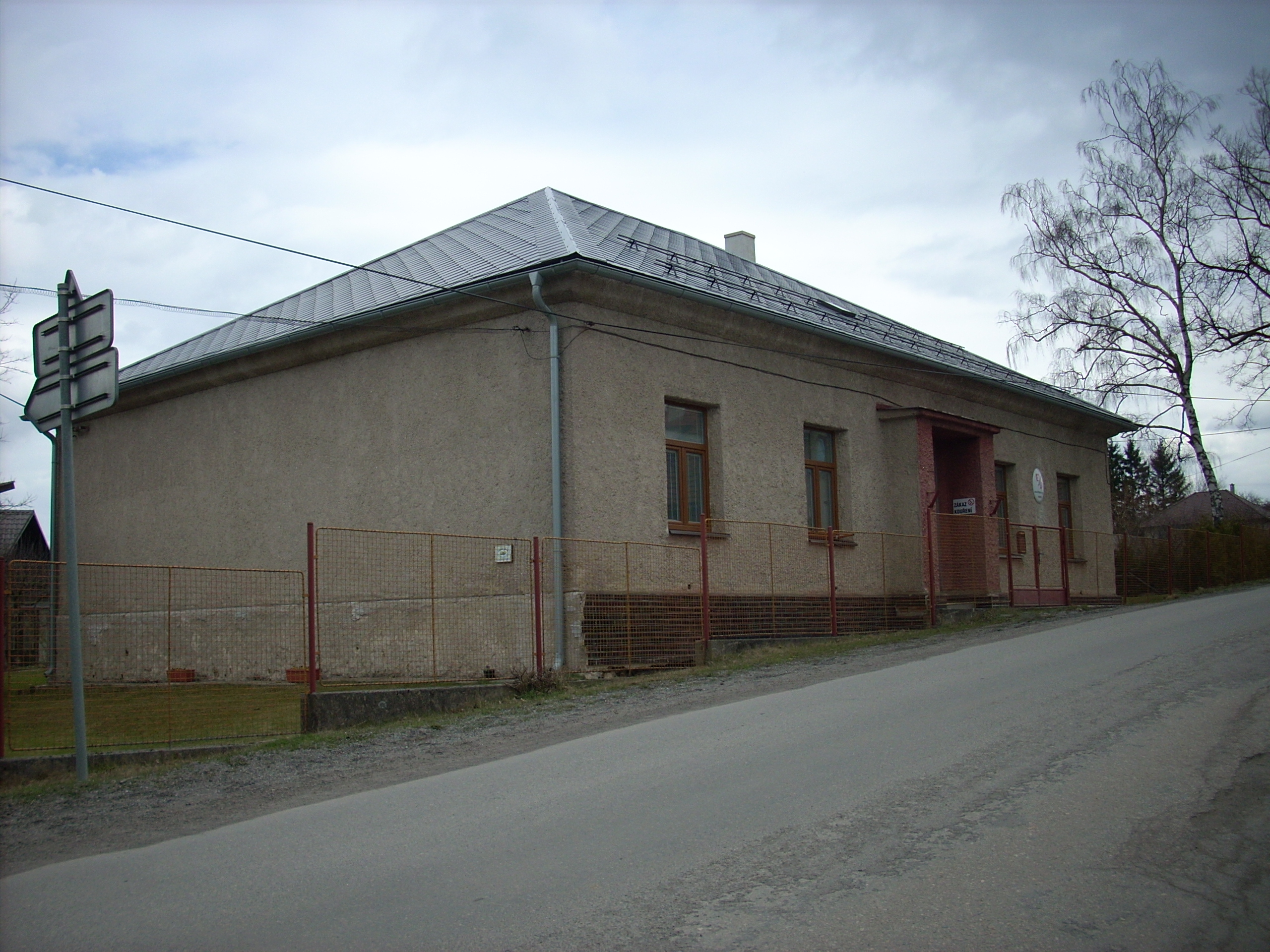
Mateřská škola Střítež v budově bývalé fary

Německá škola v obci vznikla v roce 1840. V roce 1900 tu byly školy dvě – jednotřídní česká a dvoutřídní německá. Základní škola zde byla zrušena ve školním roce 1978/1979, kdy ji navštěvovalo 17 žáků. Děti od té doby dojíždějí do základních škol v Dobroníně a Jihlavě. V budově bývalé fary na levé straně silnice do Ždírce sídlí Mateřská škola Střítež s kapacitou dvacet dětí. V centru obce stojí víceúčelová budova z roku 1970. Nachází se zde obecní úřad, pobočka České pošty, veřejná knihovna a sál, který slouží ke kulturnímu vyžití obyvatel obce. Každoročně se tu začátkem května koná pouť, která připadá na patrona zdejšího kostela, svatého Floriána. Místnímu sboru dobrovolných hasičů slouží hasičská zbrojnice. V jižním cípu obce leží fotbalové hřiště, kde místní fotbalový klub TJ Střítež hraje třetí třídu mužů v okrese Jihlava. U hřiště se rozkládá tenisový kurt s antukovým povrchem určený pro tenis a nohejbal.

## Pamětihodnosti

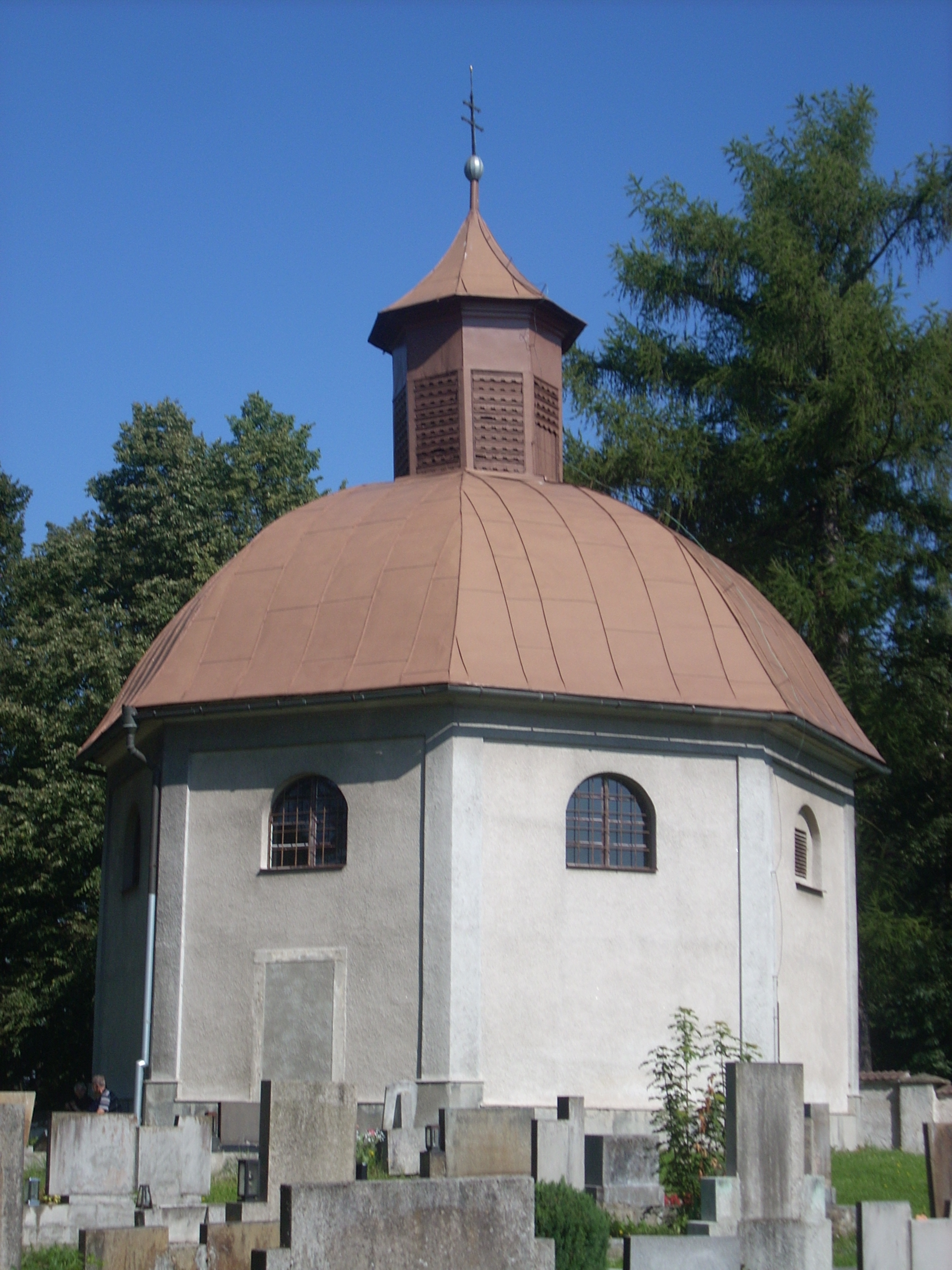
Kostel svatého Floriána

- Kostel svatého Floriána stojí u zdi hřbitova na částečně zalesněném návrší východně nad obcí. Pozdně barokní stavba byla vybudována roku 1848 na místě ruin původního filiálního kostela, který zde stával již v polovině 18. století.[4] Ten však v noci z 30. dubna na 1. května 1808 vyhořel, zůstaly pouze obvodové zdi.[14] Kulturní památkou se stal před rokem 1988.
- Kaple Panny Marie stojí na návsi v parku se vzrostlými lípami. Novogotická obdélná stavba s neodsazeným polygonálním závěrem má na hřebeni střechy sanktusník.[17] Ve štítu se nachází nika se sochou Panny Marie.[14] Před kapličkou se tyčí kamenná poklona – kříž z roku 1817.[57] Kulturní památkou se stala před rokem 1988.
- Židovský hřbitov byl založen v 18. století. Rozkládá se za objekty zemědělského družstva přibližně půl kilometru jihovýchodně od Pivovarského rybníka. Polozbořená zeď ohrazuje několik desítek většinou již povalených náhrobních kamenů.[7] Nejstarší z nich pochází z roku 1834, nejmladší z 18. března 1939[8] patří Hugovi a Bertě Koblicovým.[58] Hřbitov byl prohlášen kulturní památkou před rokem 1988.
- Kamenný kříž s litinovým reliéfem svaté Trojice stojí u silnice k železniční zastávce.[8] Kulturní památkou se stal před rokem 1988.
- Lidová kaplička stojí u cesty v jižním cípu obce před domem čp. 111.
- Lovecký zámeček Karlswald (Karlov, Karlův zámeček) stával v bažantnici asi kilometr od Stříteže směrem na Pávov. V barokním slohu jej nechal vystavět v roce 1685 hrabě František Antonín Pachta. Stavba s půdorysem osmicípé hvězdy stála uprostřed parku, který byl obehnán příkopem a valem. Od zámečku vedlo paprsčitě osm alejí ke stejnému počtu obdélníkovým domků. Název nese na památku dne, kdy tu v září 1723 po korunovaci českým králem při zpáteční cestě do Vídně přenocoval Karel VI. Od roku 1805 budova chátrala. V roce 1850 tu Karel Antonín z Hohenzollern-Sigmaringen nechal zřídit hospodářský dvůr, pavilony tak sloužily jako byty, stodoly a chlévy. Dále objekty vlastnil Alfred Lauer, následně Antonín Fišer. Ve 20. letech 20. století místo sloužilo jako hájovna. Na konci 40. let byl statek znárodněn a poté sloužil jako budovy místního JZD. Fišerovi Karlův dvůr získali v restituci po roce 1989 zpět a pronajali jej řezníku Slámovi z Dobronína, který zde hospodařil. Na konci 90. let 20. století stavby zakoupilo město Jihlava a prodalo jej firmě Bosch Diesel,[59] která objekt strhla a vystavěla zde továrnu na čerpadla, Závod III – Pávov.[60]
- Kaple Panny Marie u Antonínova Dolu, vystavěná v letech 2009–2010 se nachází východně od Antonínova Dolu, u silnice I/38.